# Koza šrouborohá
Koza šrouborohá neboli markhur (Capra falconeri) je velký zástupce podčeledi koz a ovcí obývající rozptýlené lesy západního Himálaje. Je též národním zvířetem Pákistánu.

## Popis

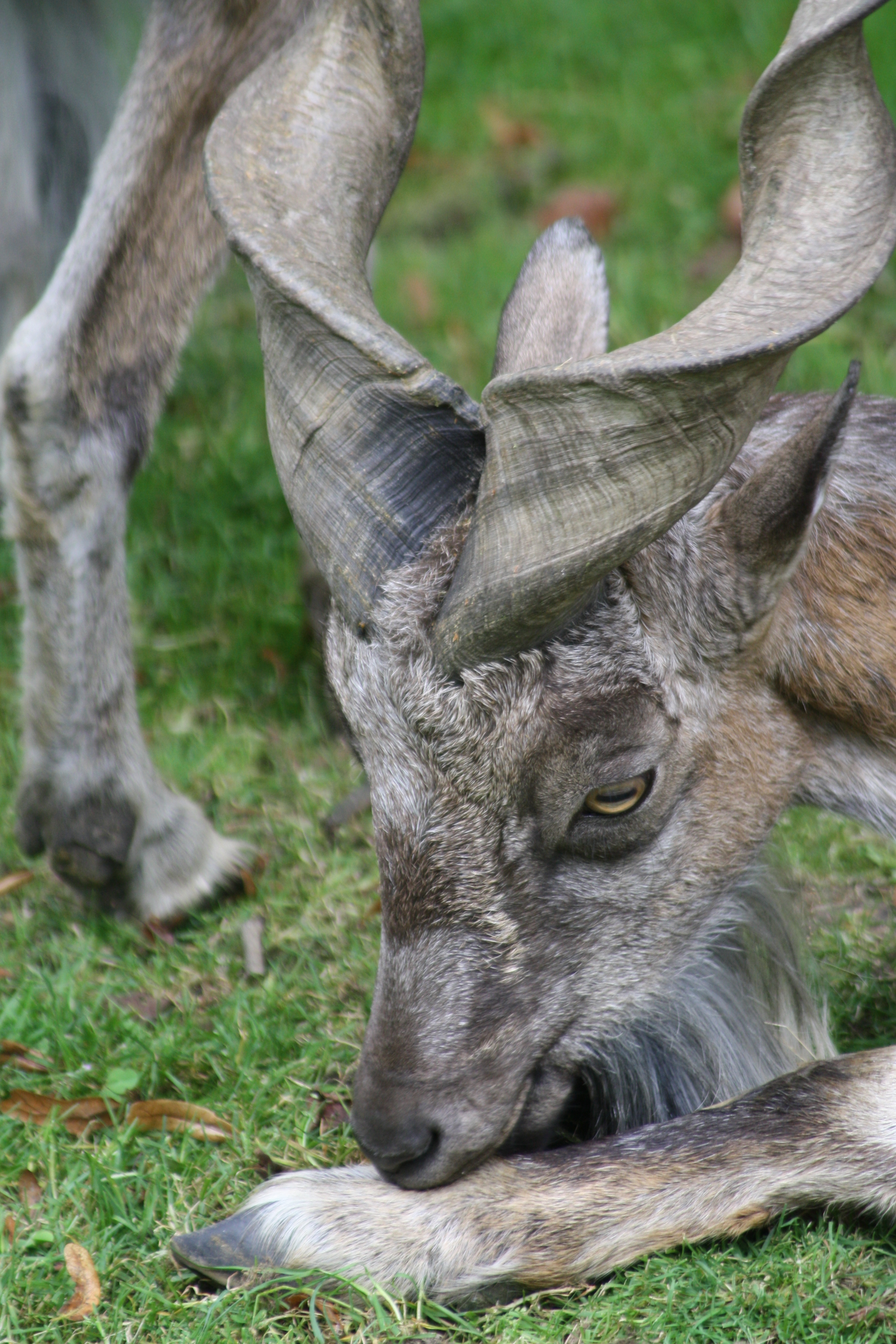
Hlava kozy šrouborohé v liberecké zoo

Kohoutková výška se pohybuje mezi 65 až 115 cm. Samci dosahují hmotnosti max. 110 kg, samice pouze 40 kg. Její srst je v létě krátká a zbarvena narudle šedě, v zimním období je srst delší a jasněji šedá. Na končetinách a hlavě má černé skvrny. Samci mají v porovnání se samicemi výrazně delší srst na krku, která může dorůstat až do úrovni kolen. Obě pohlaví mají šroubovité rohy, které u samců dosahují až 160 cm, u samic většinou nepřesáhnou 25 cm. Tmavě zbarvený ocas dosahuje délky 8–14 cm.

## Chování

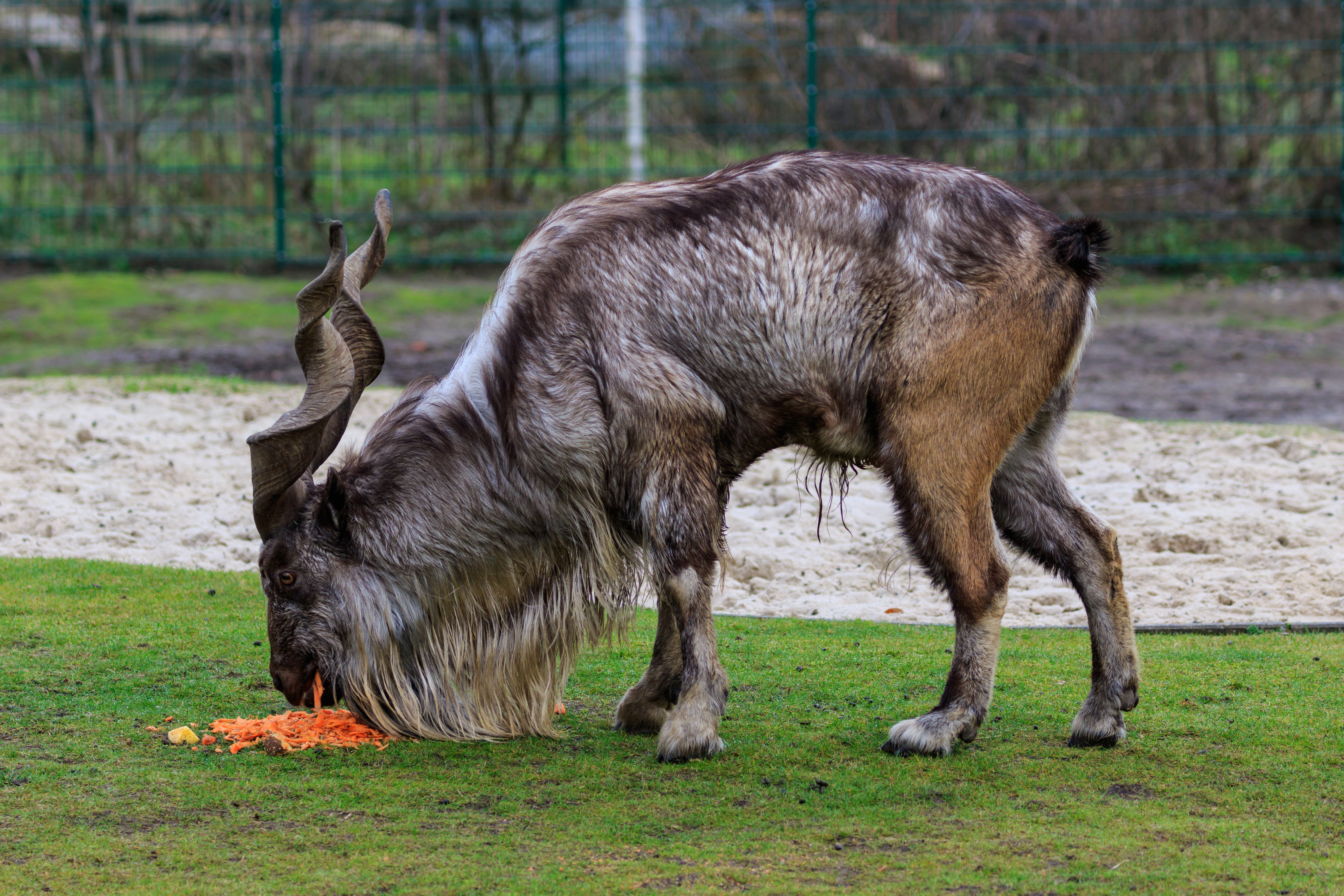
Samec v Berlínském Tierparku

Obývá biomy v nadmořských výškách 500 až 3500 m, kde se živí trávou, listy a kteroukoliv dostupnou vegetací, která v oné oblasti roste a kterou z vyšších míst často získává způsobem, že se postaví na zadní končetiny a předními se opře o kmen stromu. Je aktivní převážně brzy ráno a v pozdním odpoledni, přes den odpočívá ve svých úkrytech. Samice tvoří většinou malá, zhruba devítičlenná stáda; samci žijí většinou samostatně.
V období rozmnožování spolu svádějí samci bouřlivé zápasy, při kterých se snaží připoutat pozornost co největšího počtu samic. Při těchto soubojích do sebe dva rivalové zapletou své rohy a začnou se kroutit a přetlačovat až do doby, kdy jeden ze zápasníků nepadne k zemi. V tomto období vydávají zvuky blízce podobné zvukům vydávaných kozou domácí. Samice rodí jediné mládě, které několik následujících měsíců kojí. 

## Ohrožení
K roku 2015 je podle Červeného seznamu IUCN klasifikován jako druh blízko ohrožení (NT), za což může převážně stále neutuchající lov pro velice ceněné rohy. I přesto v dnešní době jeho stavy stoupají. Počet však stále nepřesahuje 9 700 kusů.
V zajetí je však počet koz šrouborohých stabilizován a chovají se v zoologických zahradách po celém světě. V České republice chová tento druh Zoologická zahrada Olomouc a Liberec, Děčín a Ostrava, na Slovensku například Zoo Bojnice.

## Poddruhy
Rozeznáváme 5 poddruhů:
- Capra falconeri chialtanensis Lydekker, 1913 †
- Capra falconeri falconeri Wagner, 1839
- Capra falconeri heptneri Zalkin, 1945 – koza šrouborohá turkmenská
- Capra falconeri jerdoni Hume, 1875 †
- Capra falconeri megaceros